# Косаница (река)
Косаница је река у јужној Србији, настаје спајањем Мале и Велике Косанице јужно од Косаничке Раче у општини Куршумлија. Назив је добила по подручју кроз које протиче, Косаница. Пролази кроз насеља Рача и Рударе. Након 34 километара улива се у Топлицу недалеко од Куршумлије. 
Током сушних периода понекад пресуши, дешавало се и по петнаестак километара, а током пролећа због топљења снега  или након јаких киша има бујични ток и тада плави нека подручја.
Велике воде и сушни период негативно утичу на рибљи фонд и животињски свет  око њеног корита и пољопривреду овог краја. Река је богата кленом, поточном мреном и осталим аутохтоним врстама риба.
Највећа десна притока је Проломска река која се недалеко од места Рударе улива у Косаницу.
Недалеко од реке налазе се туристичке атракције Пролом бања  и Ђавоља варош.